# 凌緒光
凌緒光（1945年6月16日—），老撾政治人物，老撾人民革命黨（老撾人革黨）中央委員會顧問，曾擔任老撾人革黨中央政治局委員、老撾政府副總理、外交部部長等職務。
他于1993年成为外交部长，任职至2006年6月8日，由通伦·西苏里接替。
他精通普通话。

## 履历[2]
- 1961年：參加革命
- 1964年：在老撾人民革命黨中央委員會工作
- 1975年：中央辦公廳秘書局局長
- 1982年：黨中央辦公廳副主任、部長會議辦公廳副主任、黨中央歷史研究委員會第一副主任
- 1989年：駐保加利亞大使
- 1991年：五大召開，當選黨中央委員，改任黨中央辦公廳主任、部長會議辦公廳主任、國家主席府部長
- 1993年：外長
- 1996年：六大召開，續任黨中央委員
- 1998年：副總理兼外長（黨內排名第12位）
- 2001年：續任副總理兼外長（黨內排名第13位）

## 生平
凌緒光是老撾華人，原籍中國海南岛，在1945年6月16日生於老撾北部的琅勃拉邦省。他在1961年（老撾內戰期間）參加革命，自1964年起在老撾人民黨（1972年起改名為老撾人民革命黨）中央委員會工作，曾經當過老撾人民黨中央委員會總書記凱山·豐威漢的機要秘書，還當過老撾人民革命黨中央辦公廳秘書局局長（1975年－1982年）、老撾人民革命黨中央辦公廳副主任、部長會議辦公廳副主任、黨中央歷史研究委員會第一副主任（1982年－1989年）等職務。
凌緒光的第一份外交官職是保加利亞大使（1989年－1991年）。1991年回國後，他首先在當年3月召開的老撾人革黨五大上當選老撾人革黨中央委員會委員，又從當年8月開始兼任黨中央辦公廳主任、政府辦公廳主任、國家主席府部長。當時他以助手的身分協助身為國家主席，有意拉近老撾和泰國的凱山，也盡力改善泰寮兩國之間的關係。。
他在1993年2月老撾政府總理坎代·西潘敦改組內閣的時候調任外交部部長，並於西沙瓦·乔本潘（1998年－2001年）和本扬·沃拉吉（2001年－2006年）擔任總理期間留任原職。他也在1998年2月西沙瓦就任總理的同時開始兼任政府副總理。在此期間，老撾與中华人民共和国，以及與東南亞國家聯盟（東盟）之間的關係有所改善之餘，還在1997年7月成為東盟的成員國。他也致力提高老撾在國際社會的存在感和形象。雖然他在1996年3月召開的老撾人革黨六大和2001年3月召開的老撾人革黨七大上連任黨中央委員，還在老撾人革黨七大舉行期間被外界稱為即將加入政治局的政治新星，不過由於祖籍的緣故，他在這兩屆黨代會上都無法當選政治局委員。
2006年3月，老撾人革黨八大召開，凌緒光既連任黨中央委員，也成為老撾人革黨中央政治局歷來首位華裔委員，排名第十，並於2011年3月召開的老撾人革黨九大中成功連任。他還在同年6月8日波松·布帕萬組織新內閣的同時，卸下外交部部長的職務，改任政府常務副總理，主管政府的日常運作。這項任命確立的政治體制令資深閣員可以支援年紀較輕，欠缺治國經驗的波松；此後五年間，凌緒光所擁有的權力既多且廣。2010年12月通邢·塔馬馮內閣上台後留任原職。他在2011年老撾國會廢除常務副總理職務之後，成為主管商務的副總理。在這段期間，他積極鼓勵中資企業投資老撾，為國家的經濟建設貢獻良多。不過政府在促進經濟建設的同時，卻因為採用粗暴的手段，加重國家的債務負擔而受到批評。
2016年1月，老撾人革黨十大召開，凌緒光無法連任，卻當選黨中央委員會顧問。
被外界視為老撾領導層當中，與中華人民共和國最為接近的親中派人物。

## 個人生活
凌緒光會說漢語普通話、越南語，興趣是唱歌和打高爾夫球。他結過兩次婚：第一任妻子早歿；第二任妻子本貢瑪尼是原老撾國家主席諾哈·馮沙萬的親戚（由此他的政治聲望也有所提高），兩人育有一子二女。

## 外部連結
- ソムサワート・レンサワット副首相兼外務大臣略歴 （页面存档备份，存于）（日本国外務省）

| 官衔               | 官衔                                       | 官衔                 |
| ------------------ | ------------------------------------------ | -------------------- |
| 前任者： 奔·西巴色 | 老撾外交部部長 1993年2月20日－2006年6月8日 | 繼任者： 通倫·西蘇里 |